# Deinón
Deinón (latinul: Dinon, i. e. 4. század) görög történetíró.

## Élete
Kolophónból származott, Nagy Sándor kortársa volt. „Persica” címen egy terjedelmes munkát írt, amely Perzsia történetét írta le Egyiptom III. Artaxerxész általi meghódításáig (i. e. 340). A munkából sokat merített Pompeius Trogus és Plutarkhosz.